# Resolutie 1764 Veiligheidsraad Verenigde Naties
Resolutie 1764 van de Veiligheidsraad van de Verenigde Naties werd unaniem door de Veiligheidsraad van de Verenigde Naties aangenomen op 29 juni 2007 en stemde in met de nieuw aangestelde hoge vertegenwoordiger voor Bosnië en Herzegovina in Bosnië en Herzegovina.

## Achtergrond
In 1980 overleed de Joegoslavische leider Tito, die decennialang de bindende kracht was geweest tussen de zes deelstaten van het land. Na zijn dood kende het nationalisme een sterke opmars, en in 1991 verklaarden verschillende deelstaten zich onafhankelijk. Zo ook Bosnië en Herzegovina, waar in 1992 een burgeroorlog ontstond tussen de Bosniakken, Kroaten en Serviërs. Deze oorlog, waarbij etnische zuiveringen plaatsvonden, ging door tot in 1995 vrede werd gesloten. Hierop werd de NAVO-operatie IFOR gestuurd die de uitvoering ervan moest afdwingen. Die werd in 1996 vervangen door SFOR, die op zijn beurt in 2004 werd vervangen door de Europese operatie EUFOR Althea.

## Inhoud

### Handelingen
De Veiligheidsraad verwelkomde en stemde in met de aanstelling van Miroslav Lajčák als de nieuwe hoge vertegenwoordiger voor Bosnië en Herzegovina door de stuurraad van de Vredesuitvoeringsraad op 19 juni. Ook loofde ze het werk van Christian Schwarz-Schilling, de vorige hoge vertegenwoordiger.
Verder werd de rol van de hoge vertegenwoordiger in de uitvoering van het vredesakkoord en het leiden van de civiele organisaties en agentschappen daarbij benadrukt. Ook was hij de laatste autoriteit bij de interpretatie van annex 10 van de civiele uitvoering van het vredesakkoord.
Ten slotte nam men akte van de intentie van de stuurraad om het kantoor van de Hoge Vertegenwoordiger tegen 30 juni 2008 te sluiten.

## Verwante resoluties
- Resolutie 1668 Veiligheidsraad Verenigde Naties (2006)
- Resolutie 1722 Veiligheidsraad Verenigde Naties (2006)
- Resolutie 1775 Veiligheidsraad Verenigde Naties
- Resolutie 1785 Veiligheidsraad Verenigde Naties

Lijst ·  1739 ·  1740 ·  1741 ·  1742 ·  1743 ·  1744 ·  1745 ·  1746 ·  1747 ·  1748 ·  1749 ·  1750 ·  1751 ·  1752 ·  1753 ·  1754 ·  1755 ·  1756 ·  1757 ·  1758 ·  1759 ·  1760 ·  1761 ·  1762 ·  1763 ·  1764 ·  1765 ·  1766 ·  1767 ·  1768 ·  1769 ·  1770 ·  1771 ·  1772 ·  1773 ·  1774 ·  1775 ·  1776 ·  1777 ·  1778 ·  1779 ·  1780 ·  1781 ·  1782 ·  1783 ·  1784 ·  1785 ·  1786 ·  1787 ·  1788 ·  1789 ·  1790 ·  1791 ·  1792 ·  1793 ·  1794